# Église Saint-Séverin
De Église Saint-Séverin (Sint-Severijnkerk) is een kleine rooms-katholieke kerk in de Franse hoofdstad Parijs. Het gebouw is gesitueerd in het Quartier Latin, in de Saint-Séverinwijk (de Rue des Prêtres-Saint-Séverin om precies te zijn). Het is de oudste kerk aan de Rive Gauche van Parijs, maar hetzelfde wordt beweerd van de Église Saint-Germain-des-Prés. De parochie maakt tevens – opnieuw – gebruik van een flatgebouw aan de Boulevard Saint-Germain, vlak bij de Saint-Nicolas.

## Omgeving
Het gebied waarop de kerk, de Square André-Lefèvre en het klooster zijn gevestigd wordt begrensd door de Rue des Prêtres-Saint-Séverin, de Rue de la Parcheminerie, de Rue Saint-Jacques en de Rue Saint-Séverin.
Het gebouw wordt gebruikt voor kerkdiensten van de Saint-Séverin-Saint-Nicolasparochie. Deze dubbele naam stamt uit 1977, toen de Église Saint-Nicolas-du-Chardonnet werd bezet door aanhangers van de Priesterbroederschap Sint Pius X. Sindsdien behoort het gebied van Saint-Nicolas ook tot dat van Saint-Séverin.

## Het gebouw
De kerk is gewijd aan Severinus van Parijs, een kluizenaar die de gewoonte had om te bidden in een klein primitief oratorium uit de 6e eeuw. Na zijn dood werd een basiliek opgericht op deze locatie. Deze werd door de Vikingen vernietigd, waarna hij in de 11e eeuw weer werd opgebouwd. De belangrijkste kenmerken zijn de flamboyant gotische stijl, en de veelal uit de 15e eeuw stammende waterspuwers en kerkklokken. Een van de klokken werd gegoten in 1412, waarmee het de oudste van Parijs is.
Het interieur van de kerk bevat een aantal gotische glas-in-loodramen, waaronder een boom van Jesse, ramen uit de 19e eeuw en meerdere moderne vensters van Jean Bazaine langs de kooromgang, geïnspireerd door de zeven sacramenten. De omgang wordt tevens begrensd door 10 dubbele traveeën pilaren, in de vorm van een palmboom. De bouw van het marmeren koor werd gefinancierd door giften van hertogin Anne de Montpensier, nicht van Lodewijk XIV van Frankrijk. Mansart bouwde later aan de rechterzijde van de kerk een kapel.

### Orgels
- 4 klavieren en pedalen
- 59 orgelregisters
- Mechanische aandrijving van de klavieren en registers